# Ophiorrhiza subaequalis
Ophiorrhiza subaequalis là một loài thực vật có hoa trong họ Thiến thảo. Loài này được Craib mô tả khoa học đầu tiên năm 1932.